# يوكيا هامانو
يوكيا هامانو (باليابانية: 浜野 征哉) (28 سبتمبر 1972 في كاناغاوا في اليابان – )؛ هو لاعب كرة قدم سابق كان يلعب كحارس مرمى.